# Actinostolidae
Actinostolidae — родина одиночних коралових поліпів ряду актинії (Actiniaria). Представники цієї родини належать до глибоководних видів, деякі з них зустрічаються в гідротермальних джерелах.

## Опис
Ці морські анемони мають стовбур, який зазвичай гладкий або рідше з маленькими горбками або сосочками. Щупальця можуть містити батареї нематоцист на аборальній частині. У брижі відсутній аконцій. М'язи-ретрактори дифузні. У них є мезоглоеальний сфінктер.

## Роди
- Actinoloba de Blainville, 1830
- Actinostola Verrill, 1883
- Antholoba Hertwig, 1882
- Anthosactis Danielssen, 1890
- Antiparactis Verrill, 1899
- Bathydactylus Carlgren, 1928
- Cnidanthus Carlgren, 1927
- Glandulactis Riemann-Zürneck, 1978
- Hadalanthus Carlgren, 1956
- Hormosoma Stephenson, 1918
- Isoparactis Stephenson, 1920
- Ophiodiscus Hertwig, 1882
- Paranthus Andres, 1883
- Parasicyonis Carlgren, 1921
- Pseudoparactis Stephenson, 1920
- Pycnanthus McMurrich, 1893
- Sicyonis Hertwig, 1882
- Stomphia (Gosse, 1859)
- Synsicyonis Carlgren, 1921
- Tealidium Hertwig, 1882